# Mayer Amschel Rothschild
Ne doit pas être confondu avec Mayer Amschel de Rothschild ou Amschel Mayer Rothschild.
Pour les autres membres de la famille, voir Famille Rothschild.
Mayer Amschel Rothschild [l'orthographe initiale Meyer Anschel ( אנשל ), étant germanisée en Mayer Amschel] (23 février 1744 à Francfort-sur-le-Main – 19 septembre 1812 à Francfort) est un financier, fondateur de la dynastie banquière des Rothschild, devenue l'une des familles les plus célèbres du monde des affaires. 
En 2005, Mayer Amschel Rothschild est classé 7e dans la « Liste des hommes d'affaires les plus influents de l'histoire » par le magazine américain Forbes, le nommant « père de la finance internationale ».

## Biographie
Mayer Amschel Rothschild est né Meyer Anschel Bauer le 23 février 1744 dans le ghetto juif de Francfort-sur-le-Main dans l'ouest de l'Allemagne. C'est le quatrième des huit enfants d'Amschel Moses Rothschild (c. 1710 – 6 octobre 1755) et de Schönche née Lechnich (morte en 1756). 

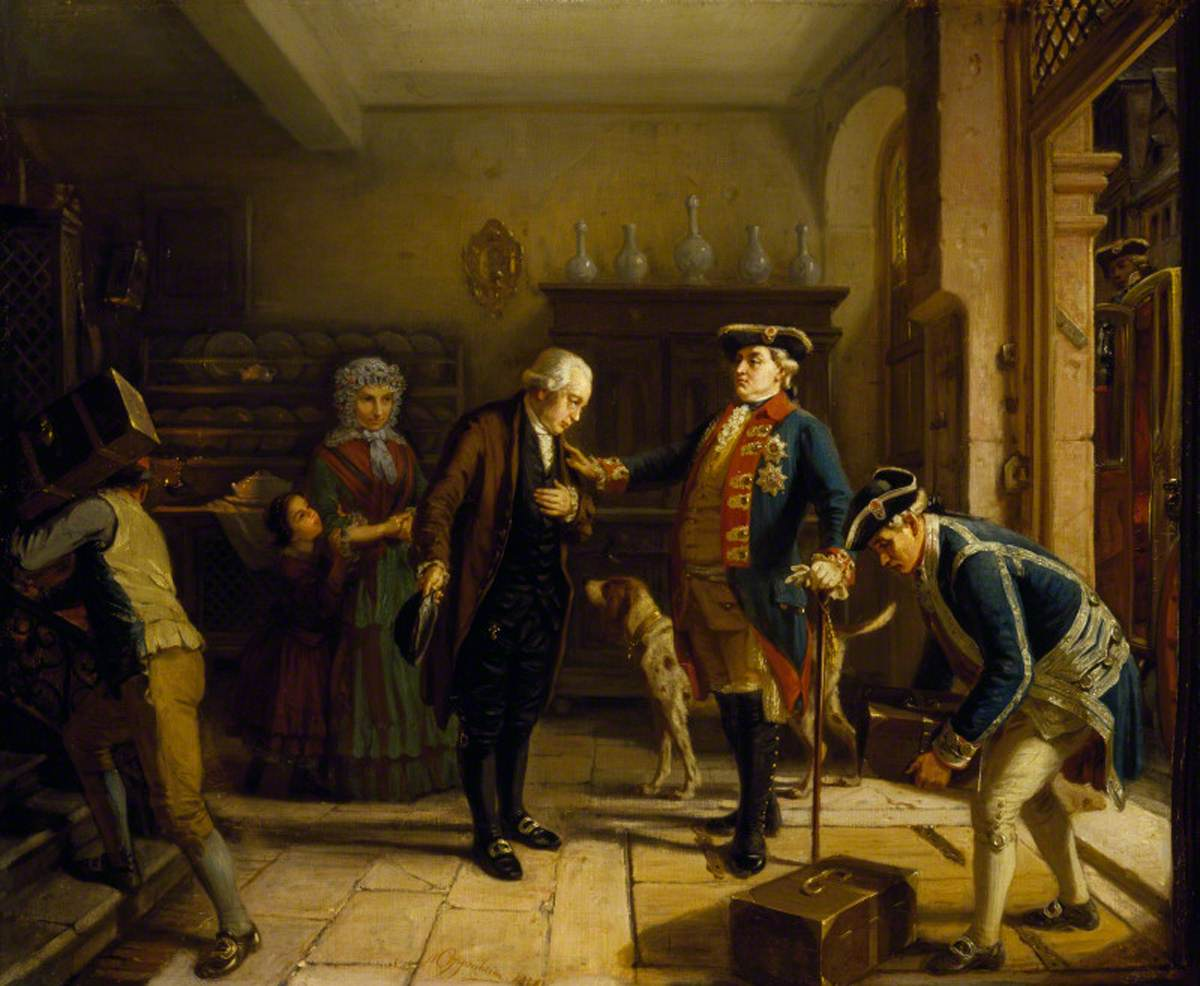
L'électeur de Hesse confie à Mayer Amschel Rothschild (1743-1812) son trésor.

Après être initié à la finance chez le banquier Simon Wolf Oppenheimer, il reprend le commerce d'agent de change et de numismatique de son père. Un de ses clients, le lieutenant-général baron Emmerich Otto August von Estorff (de) le met en rapport en 1764 avec le prince Guillaume Ier, électeur de Hesse-Cassel qui est considéré comme l'une des plus grandes fortunes d'Europe. Devenu Juif de cour, la fortune de Mayer Rothschild démarre lorsqu'il s'occupe des affaires du prince, en particulier pendant et après l'occupation de la région par Napoléon (Guillaume part alors en exil pendant plusieurs années, confiant à Mayer la gestion de sa fortune).
Dès 1798, ses enfants sont envoyés progressivement dans les grandes capitales européennes, notamment Nathan à Londres et James à Paris, où ils créent des institutions financières puissantes, contribuant à la création de la « dynastie » financière des Rothschild.
Le 27 septembre 1810, Mayer Amschel Rothschild organise sa succession en rédigeant un contrat d'association attribuant à chacun de ses fils une part du capital de la Compagnie Mayer Amschel Rothschild. La maison devient alors la firme M. A. (Mayer Amschel) Rothschild et fils.
En 1811, Charles-Théodore de Dalberg, grand-duc de Francfort, promulgua une loi spéciale « décrétant que tous les Juifs vivant à Francfort, ainsi que leurs descendants, devraient jouir des droits et privilèges civils à égalité avec les autres citoyens ». En échange de ces nouvelles libertés, les Juifs devaient lui verser 440 000 florins, financés par Mayer Amschel Rothschild, avec un bénéfice substantiel. Un certain nombre de juifs maçonniques à cette occasion pétitionnèrent également au grand-duc le « droit exclusif de maintenir des loges dans la ville » ; ce qui fut accordé.
Mayer Amschel Rothschild est mort le 19 septembre 1812 à Francfort. L'empereur François Ier d'Autriche l'anoblit à titre posthume en 1817.

### Vie familiale

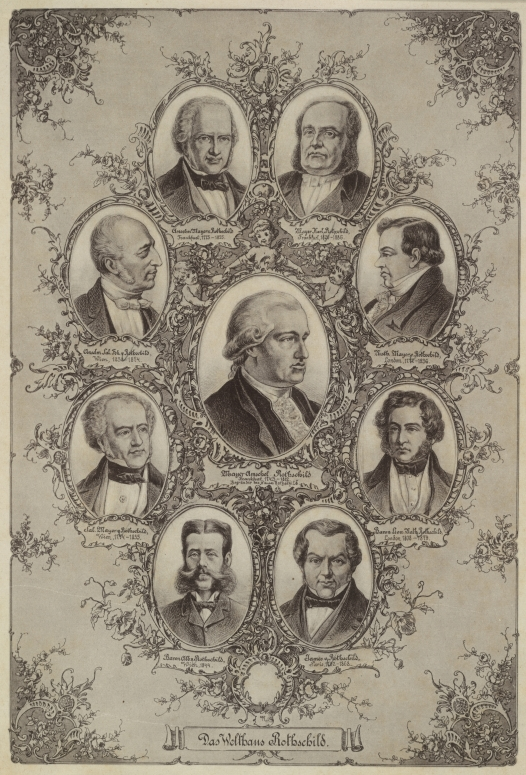
Mayer Amschel Rothschild et ses fils.

Le 29 août 1770, Mayer épouse Guttle Schnapper (1753-1849). Ils ont 19 enfants dont 10 atteignent l'âge adulte et prospèrent : 
1. Schönche Jeannette Rothschild (1771-1859), épouse de Benedikt Moses Worms (1772-1824) ;
2. Amschel Mayer (1773-1855), fondateur de la branche allemande de la banque européenne Rothschild ;
3. Salomon Mayer (1774-1855), fondateur de la branche autrichienne de la banque européenne Rothschild ;
4. Nathan Mayer (1777-1836), fondateur de la branche anglaise de la banque européenne Rothschild ;
5. Isabella Rothschild (1781-1861), épouse de Bernhard Juda Sichel (1780-1862) ;
6. Babette Rothschild (1784-1869), épouse de Siegmund Leopold Beyfus (de) ;
7. Calmann (Carl) Mayer (1788-1855), fondateur de la branche napolitaine de la banque européenne Rothschild ;
8. Julie Rothschild (1790-1815), épouse du banquier Mayer Beyfus ;
9. Henriette ("Jette") (1791-1866), épouse d'Abraham Montefiore (1788-1824) ;
10. James Mayer de Rothschild (1792-1868), fondateur de la branche française de la banque européenne Rothschild.

## Sources
- (en) Amos Elon, Founder: A Man and His Time, Penguin Books, 1997